# Kołnierz ortopedyczny

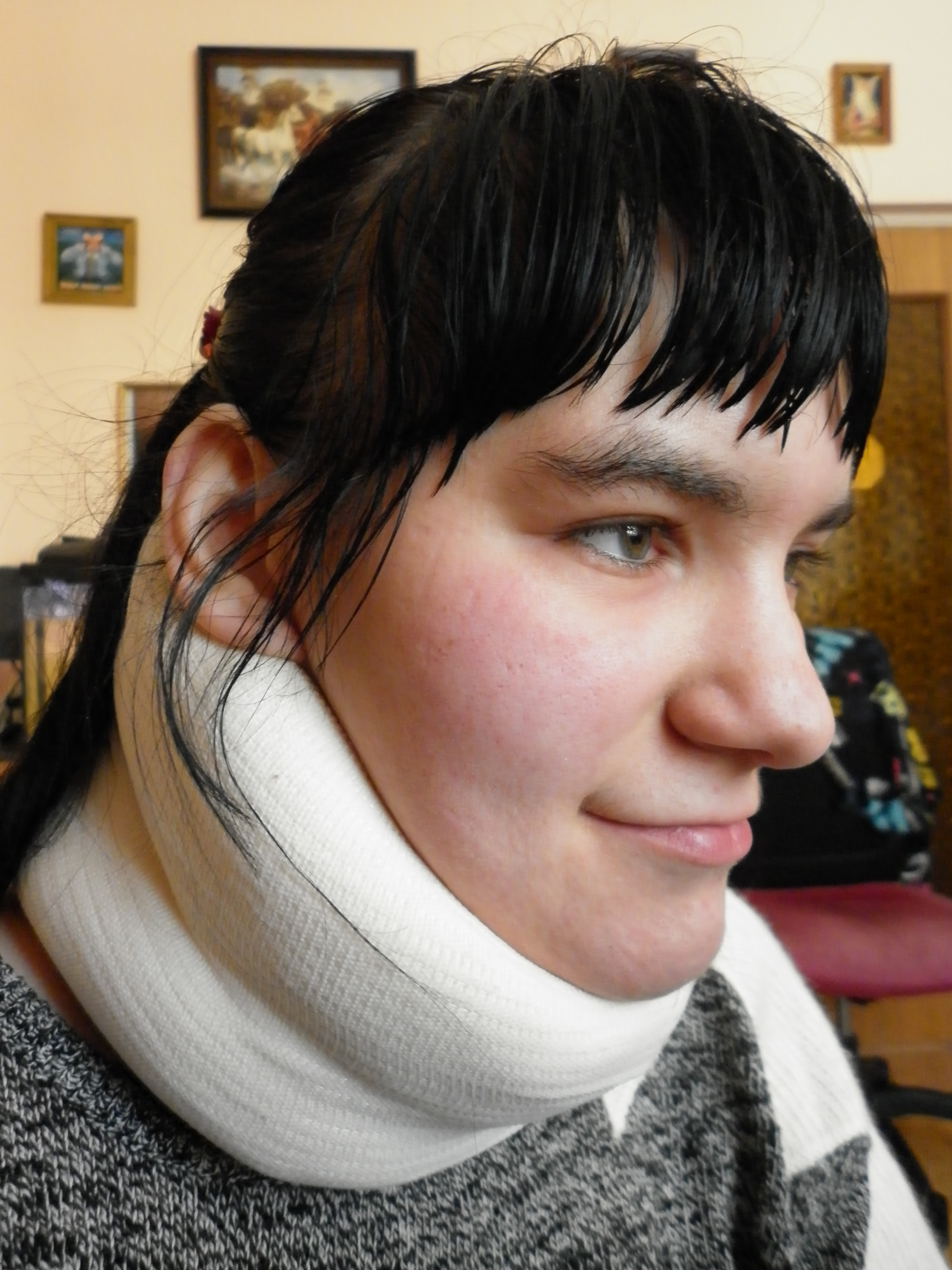
Kołnierz ortopedyczny

Kołnierz ortopedyczny – orteza służąca do stabilizacji odcinka szyjnego kręgosłupa. W razie podejrzenia urazu, stosowany jest jako podstawowy środek w celu zapobieżenia dalszym urazom kręgosłupa szyjnego i rdzenia kręgowego. Zbudowany jest zwykle z zewnętrznej skorupy polietylenowej, nadającej kształt, oraz wyściółki piankowej, zapewniającej komfort pacjentowi. Czasem posiada otwór tracheostomijny, służący także do sprawdzania tętna. Może być jedno- lub dwuczęściowy.
Na Zachodzie większość kołnierzy ortopedycznych jest traktowana jednorazowo, lecz w Polsce są one czyszczone i sterylizowane, co, ze względu na dość wysoką cenę, daje znaczne oszczędności finansowe.

## Przykłady
- Kołnierz Schantza - miękki kołnierz szyjny, służący do częściowego unieruchomienia. Jest stosunkowo wygodny i może być noszony przez dłuższy okres. Może być również stosowany podczas pracy przed komputerem. Najczęściej wykonany z gąbki obszytej miękkim i miłym w dotyku białym materiałem. Występuje w kilku wysokościach od 6 do 12 cm. Można go bez problemu samemu kupić w sklepie medycznym.
- Kołnierz Florida - bardzo podobny do kołnierza Schanza, tyle że jest trochę bardziej sztywny. Najczęściej posiada wew. usztywnienie. Można go również kupić w sklepie medycznym. Występuje w takich samych rozmiarach jak kołnierz Schantza.
- Sztywny kołnierz - Najczęściej dwuczęściowy. Zapewnia znacznie większy stopień unieruchomienia niż miękkie kołnierze. Zwany często kołnierzem Philadelphia lub Campa. Używany również przez służby ratunkowe. (choć najczęściej w ratownictwie używa się jednoczęściowego sztywnego kołnierza służącego jedynie do czasowego unieruchomienia odcinka szyjnego.

Do usztywnienia odcinka szyjnego można również stosować tymczasowe kołnierze wykonane ze zwykłej waty lub ligniny w rolce ściśle owiniętej wokół szyi i dodatkowo wzmocnionej bandażem. 

Przeczytaj ostrzeżenie dotyczące informacji medycznych i pokrewnych zamieszczonych w Wikipedii.